# 迈向改革联盟
迈向改革联盟（阿拉伯语：‎），简称前进（‎），是伊拉克的一个已不存在的选举联盟。该联盟成立于2018年1月25日，主要由萨德尔运动和伊拉克共产党组成。该联盟的政治领袖是Hassan Akwly，精神领袖是穆克塔达·萨德尔。在2018年伊拉克议会选举中，该联盟赢得54席，成为伊拉克国民议会中的最大政治力量。2021年7月24日，该联盟解散。